# Romà Jori i Llobet
Romà Jori i Llobet (Barcelona, 1877 – 1921) fou un periodista i pintor català.
Més que pintor, Jori es mogué en el camp del periodisme i de la crítica d'art. Després d'haver dirigit La Lucha —òrgan gironí— passà a La Publicidad i a El Liberal, diari que acabaria per dirigir (1916). Exercí la crítica d'art a la revista Vell i Nou, també dirigida per ell, i fou un dels mentors d'una altra revista, Iberia. En temps de la Mancomunitat fou secretari de l'Escola de Bells Oficis i organitzà, juntament amb Ignasi Mallol, la primera exposició del pintor Francesc Gimeno a les Galeries Dalmau. També escriví una monografia sobre l'escultor Josep Clarà.
Durant la Primera Guerra Mundial fou partidari dels aliats, visità el front francès i publicà cròniques que reuní en el llibre Voces de guerra (1916). Publicà a la revista Iberia, i fou condecorat pel mariscal Josep Joffre amb la Legió d'honor francesa.